# Adenina
L'adenina è una delle due basi azotate puriniche (insieme alla guanina) che formano i nucleotidi degli acidi nucleici DNA e RNA. 
La sua struttura è caratterizzata, essendo una purina, da un anello pirimidinico fuso con una molecola di imidazolo. L'adenina possiede in posizione 6 un gruppo amminico e perciò può essere anche definita 6-ammino-purina.
Tramite due legami a idrogeno molto fragili, nel DNA si lega alla timina (T) e nell'RNA si lega all'uracile (U).
Legata al ribosio tramite legame glicosidico che si instaura tra la posizione 9 della base e la posizione 1' dello zucchero, forma il nucleoside adenosina il quale, per addizione di tre gruppi fosfato forma il nucleotide adenosin-trifosfato, più noto come ATP, composto base per il trasferimento di energia chimica tra le reazioni che compongono il metabolismo della cellula.
Nella letteratura meno recente, l'adenina è anche chiamata vitamina B4. Oggi non viene più considerata una vitamina.